# Николаиду, Лукия
Лукия Николаиду (греч. ΛουκίΑ ΝικολαΐΔου-ΒασιλείΟυ; 1909, Лимасол, Кипр ― 1994, Лондон, Англия) ― кипрская художница, первая женщина с Кипра, которая изучала изобразительное искусство за границей, является пионером среди женщин-профессиональных художников на Кипре. Её картина «Добрый плод земли» является частью коллекции Государственной галереи современного кипрского искусства.

## Биография
Родилась в 1909 году в богатой семье в городе Лимасол (Кипр).
Окончив школу иностранных и греческого языков, заочно училась в школе ABC в Париже. По совету художника Василиса Врионидиса, приняла решение уехать учиться за границу. Это решение было необычным для тогдашнего кипрского общества, в то время женщинам отводилась только роль жены и матери.
В 1929 году уехала в Париж, где поступила в Академию Коларосси, здесь училась один год. Затем греческий скульптор Константинос Димитриадис помог ей поступить в Школу изящных искусств в Париже. Одним из художников, у которых она училась в этой школе, был Люсьен Симон, который оказал большое влияние на её творчество. Окончив школу в 1933 году, вернулась на Кипр.

## Творчество
В 1934 году в городах Никосия и Лимасол провела свою первую персональную выставку, однако общественный резонанс был неблагоприятным для её современных тенденций в картинах.
Картины, написанные ею с 1929 по 1933 год, придерживались европейских идеалов и фокусировались на женском теле и сексуальности. После возвращения на Кипр её работы продолжали исследовать женские формы, но делали это в более примитивном стиле, напоминающем Поля Гогена.
Со временем её вкус изменился на более теплые оттенки, а фигуры приобрели более экзотический вид, с более темными тонами кожи и волос. Её картины бросали вызов традиционным изображениям женщин, как матерей и жён в кипрском искусстве. В её работах женщины изображены образованными и раскрепощенными членами космополитичного и прогрессивного общества.
Будучи одной из немногих кипрских художниц своего периода, писавших обнаженную натуру, работы Николаиду уникальны тем, что они не фокусировались на женщинах как объектах желания, но вместе с тем её сюжеты вызывающие, склонны игнорировать зрителя, а не взаимодействовать с ним. Характерной чертой её работ является монументальность по размеру. Помимо этого, в её работах присутствуют сцены повседневной жизни и пейзажи.
После проведения других персональных выставок в 1935 и 1936 годах, с теплым приемом со стороны публики, в 1937 году Николаиду переехал в Лондон, где жила его старшая сестра. Как и многие другие кипрские художницы, переезд за границу в добровольное изгнание позволил Николаиду продолжить карьеру в искусстве, вырвавшись из-под патриархальных ограничений общества на её родине.
В Англии её работы стали более выразительными с акцентом на геометрические формы под влиянием Пикассо. В 1939 году участвовала в групповой выставке, за которую получила заслуженное признание. В том же году вышла замуж за судовладельца Иоанниса Василиу. После этого не выставляла свои работы на публичных выставках, полностью сосредоточившись на своей семье.
Постепенно картины Николаиду были забыты на её родине. Но в 1992 году историк искусства Элени Никита опубликовала её биографию и восстановила новаторскую роль Никалаиду. Заслуженно почитается, как один из пионеров современного искусства на Кипре. Её работы находятся в Государственной галерее современного искусства в Никосии. Её работы также находятся в коллекциях Банка Кипра и в художественной галерее Муниципального банка Лимасола.
Умерла в Лондоне в 1994 году.